# Segantinihütte
Segantinihütte, známá také jako Chamanna Segantini, je horská chata nacházející se nad obcí Pontresina v Horním Engadinu ve švýcarském kantonu Graubünden. Je pojmenován po italském malíři Giovannim Segantinim, který zde zemřel v září 1899. Chata je ve vlastnictví obce Pontresina.
Chata se nachází na hoře Schafberg (Munt da la Bês-cha) v nadmořské výšce 2731 metrů. Nejsnáze se k ní dostanete za necelé dvě hodiny z horní stanice lanovky Muottas Muragl, nejkratší cestou je přímý výstup z Pontresiny (asi dvě a půl hodiny).
Kdy a kým byla chata postavena, není známo. Kolem roku 1899, kdy Segantini zemřel, se pravděpodobně jednalo o ovčí boudu, protože Segantini "bydlel v ovčí ohradě, v jejíž úzké komoře si pod střechou zřídil hrubý tábor." Je také možné, že ji postavil sám Giovanni Segantini, který v boudě namaloval svůj slavný alpský triptych.
V létě 2009 byla chata rozšířena. Na horské straně byl přistavěn sklad se třemi místnostmi, kde lze skladovat potraviny. Solární systém na střeše slouží především k provozu chladniček.

## Galerie

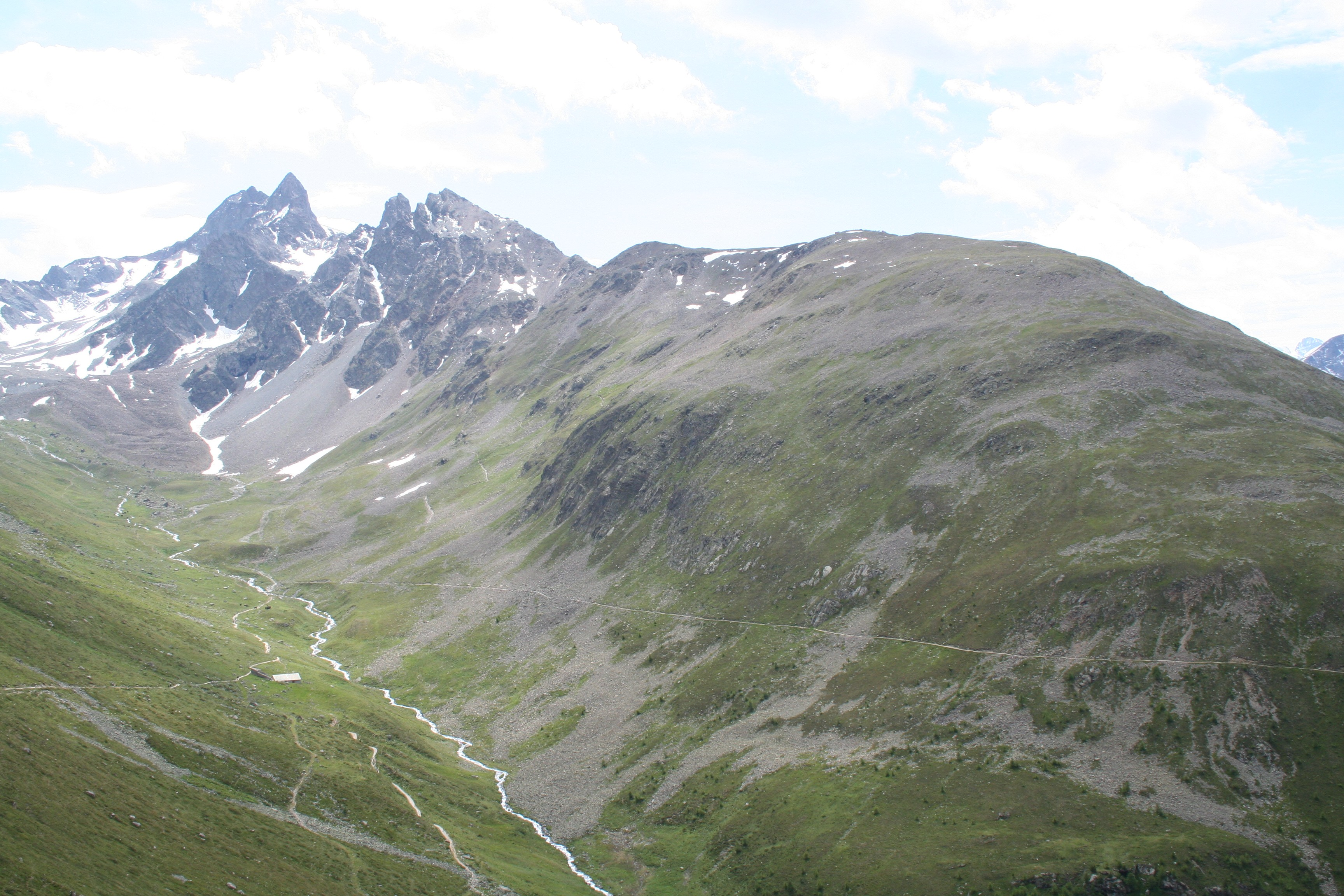
Segantinihütte - vpravo nahoře na vrcgolum, pohled od Muottas Muragl
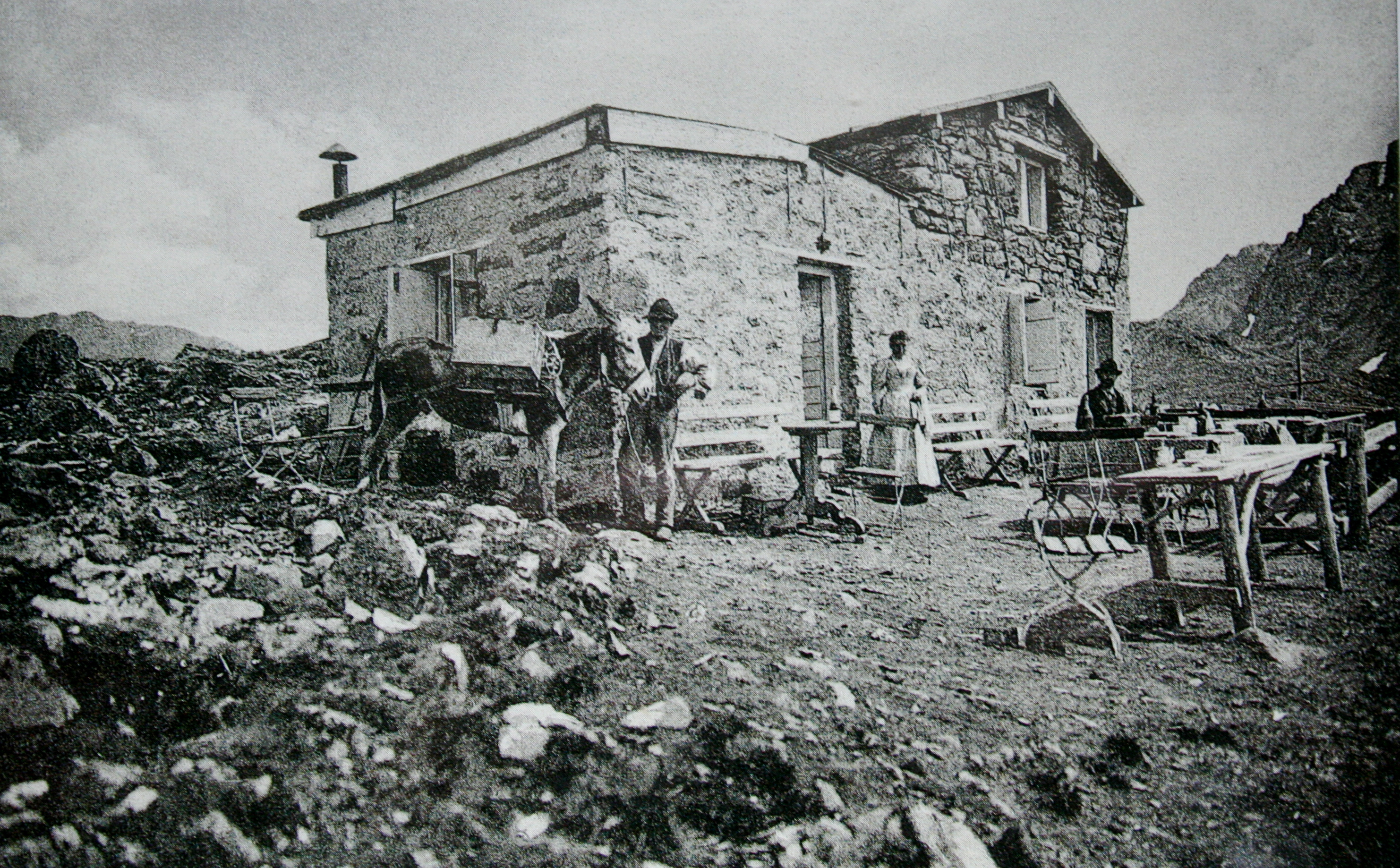
okolo roku 1900
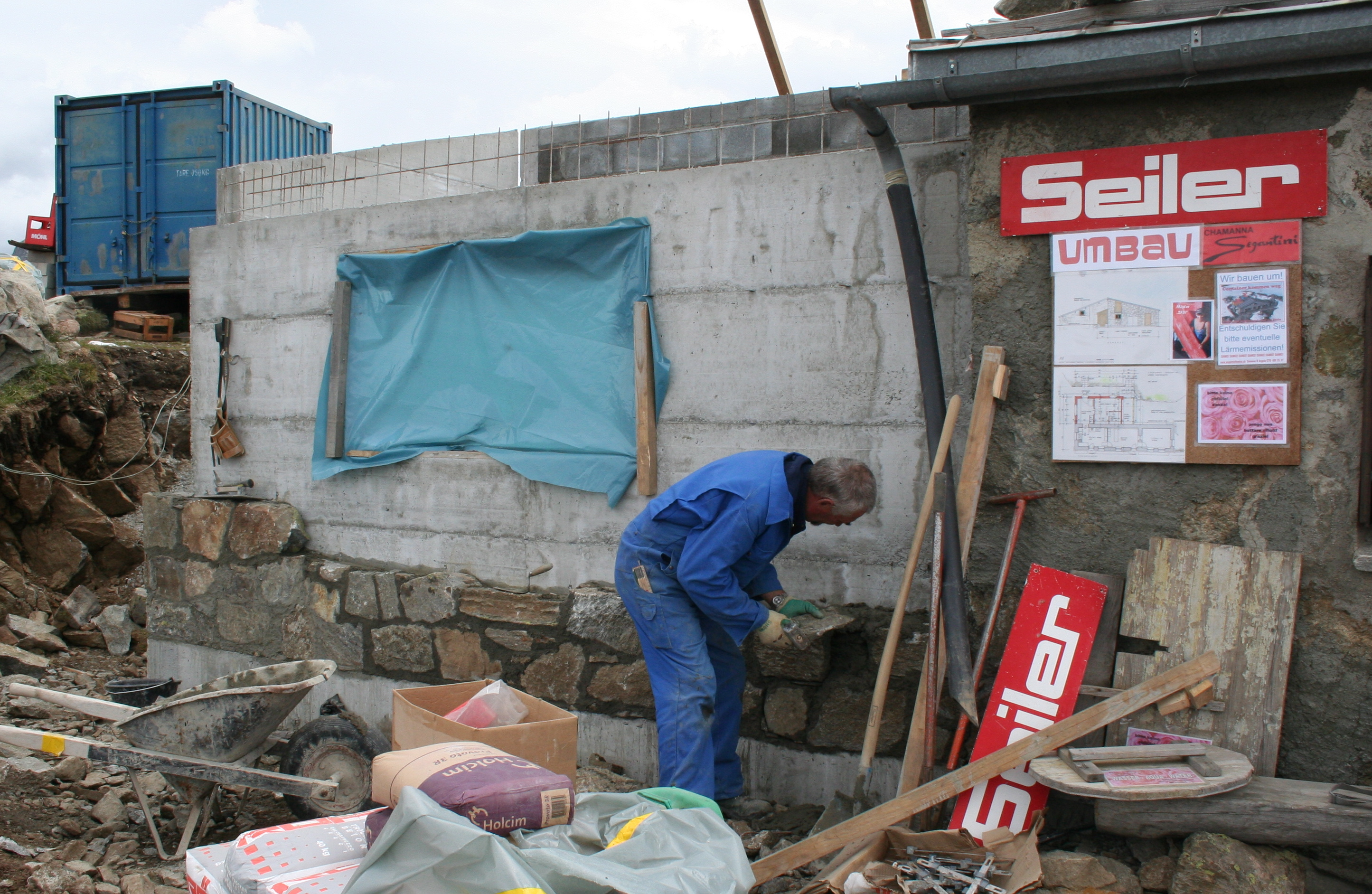
rozšíření v roce 2009
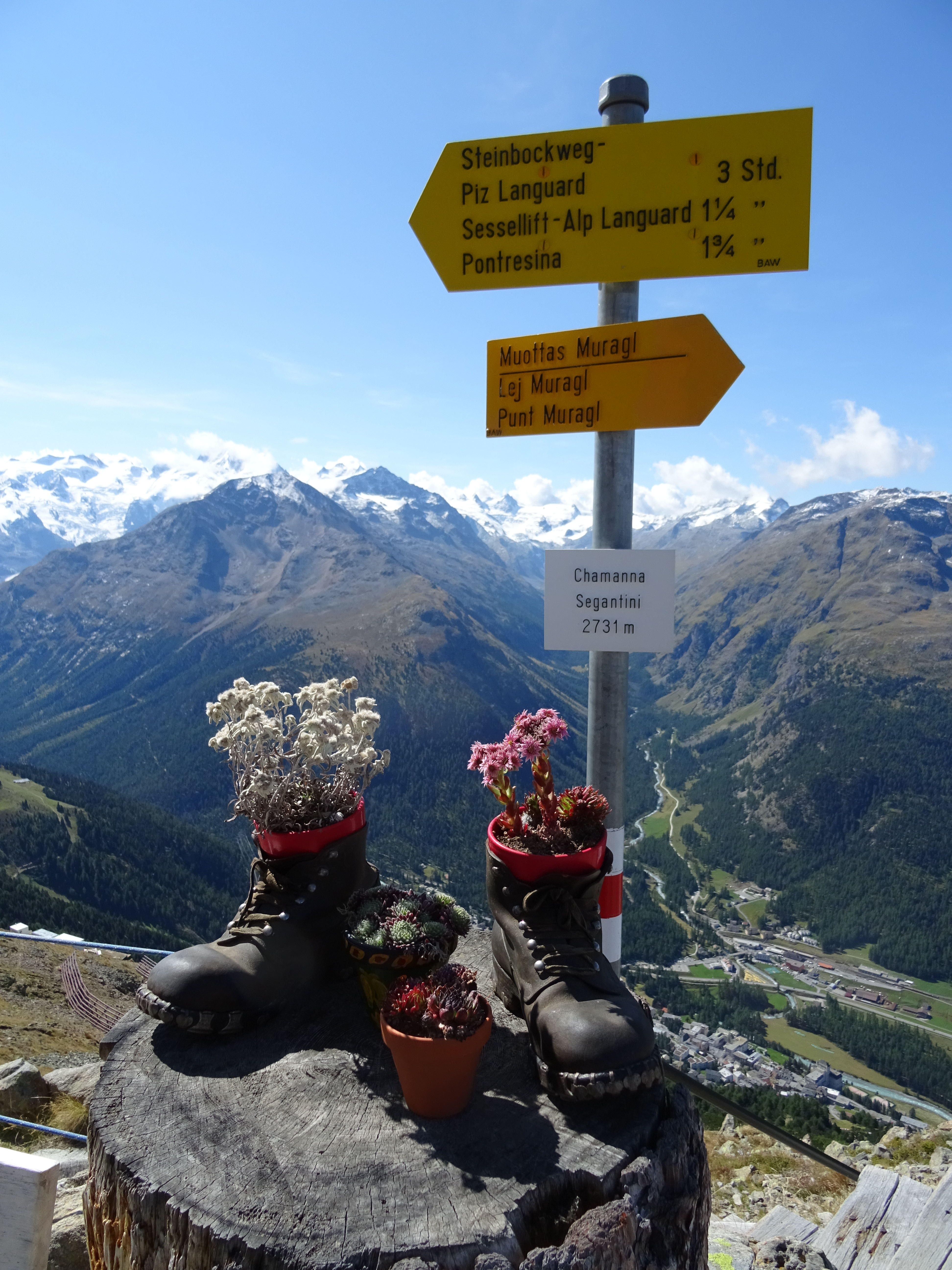
rozcestník u Segantinihütte
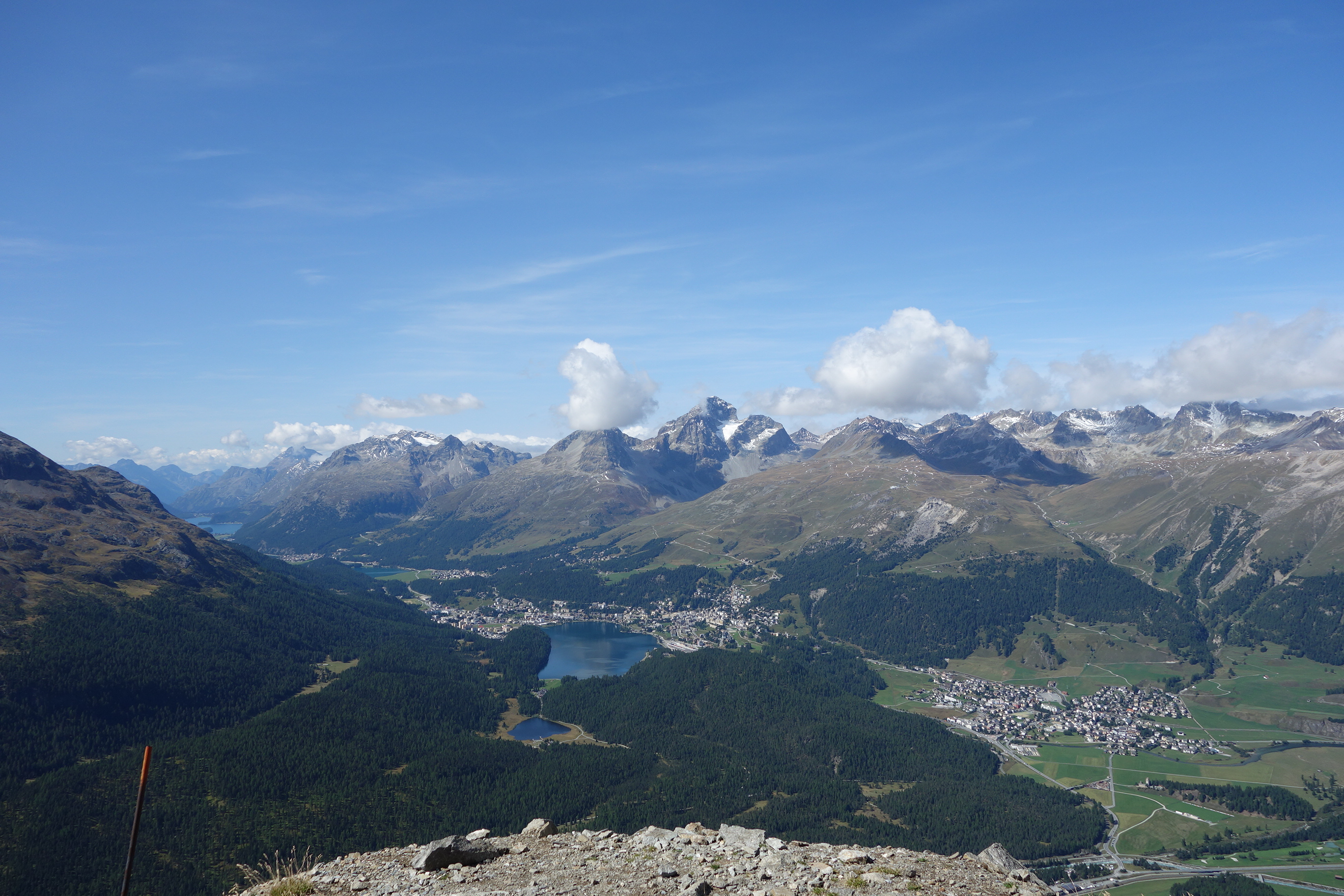
pohled na Oberengadin
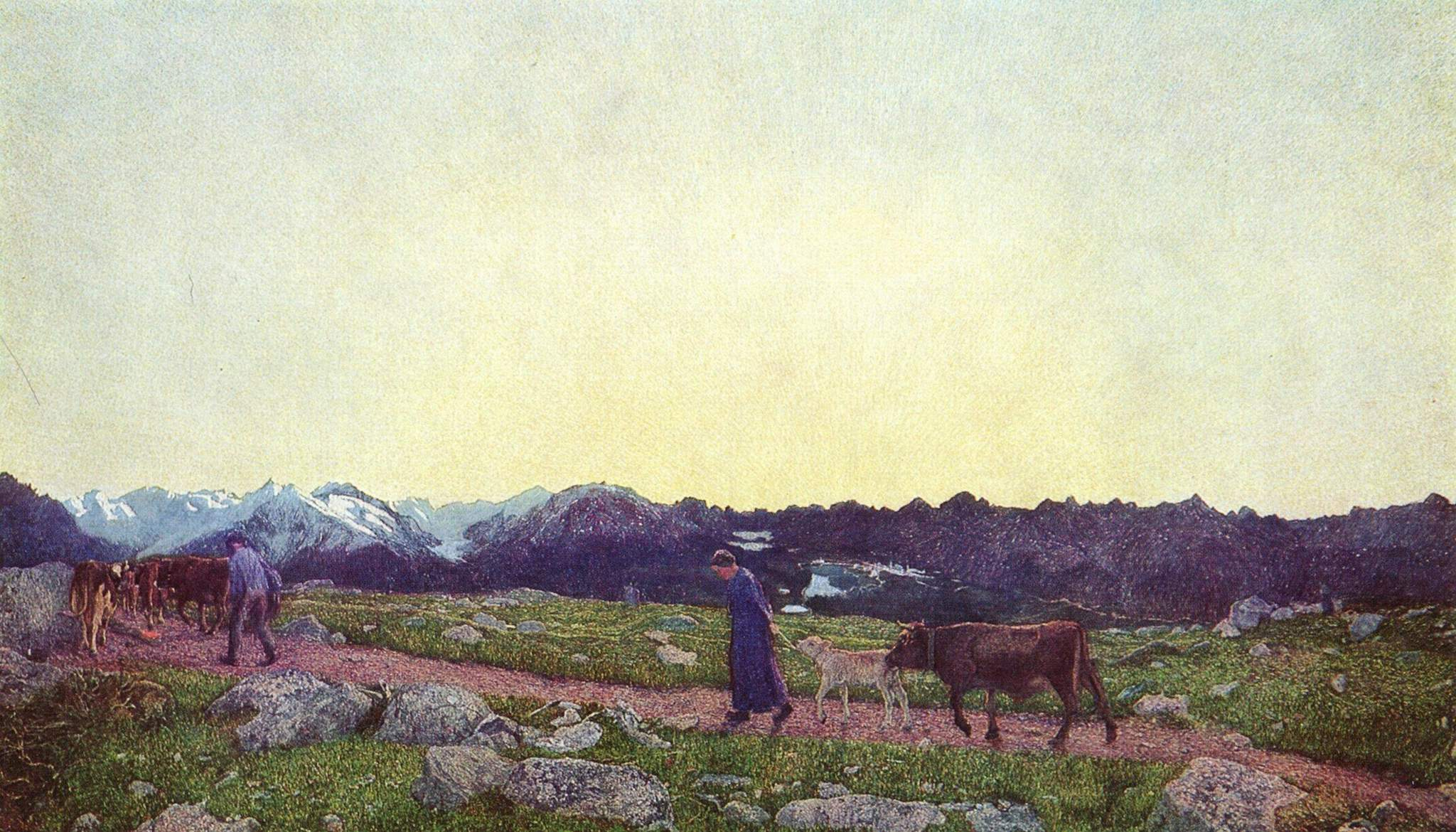
Giovanni Segantini: Alpen-Triptychon - La natura.